# Баллистический гальванометр

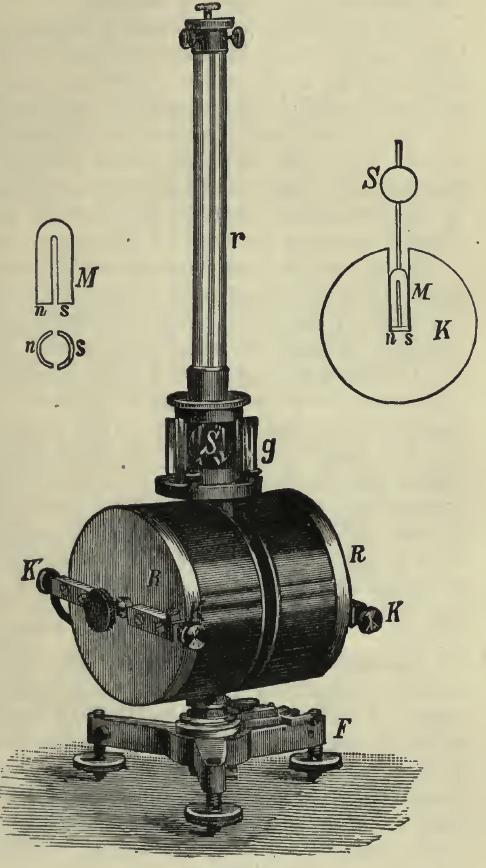

Баллисти́ческий гальвано́метр предназначен для измерения количества электричества, проходящего через цепь при кратковременных импульсах тока. Подвижной частью прибора является прямоугольная рамка с намотанной на неё тонкой изолированной проволокой, подвешенная на упругой нити между полюсами магнита, где она может совершать вращательные колебания.
Баллистический гальванометр отличается от обычного тем, что момент
инерции {\displaystyle J} его подвижной части специально увеличен. Достигается это тем, что к раме
гальванометра прикрепляют полый цилиндр из мягкого железа. Увеличивая момент инерции рамки, этот цилиндр сильно увеличивает период собственных крутильных колебаний рамки.
На рамку с током в магнитном поле действует момент сил
{\displaystyle {\vec {M}}=\left[{\vec {p}}\times {\vec {B}}\right]},
где {\displaystyle {\vec {p}}=IS{\vec {n}}} - магнитный момент рамки, {\displaystyle S} - площадь рамки, {\displaystyle B} - индукция магнитного поля, в которое помещена рамка, {\displaystyle I={\frac {dq}{dt}}} - сила тока, {\displaystyle dq} - количество заряда, прошедшего через рамку за время {\displaystyle dt}.
Этот момент сил придает угловое ускорение рамке
{\displaystyle {\vec {\varepsilon }}={\frac {d{\vec {w}}}{dt}}.}
Из уравнения динамики вращательного движения
{\displaystyle {\vec {M}}=J{\vec {\varepsilon }},}
или
{\displaystyle {\frac {dq}{dt}}SB=J{\frac {dw}{dt}},}
следует, что 
{\displaystyle dq={\frac {J}{SB}}dw,}
или 
{\displaystyle w={\frac {qSB}{J}}.}
Это означает, что заряд, быстро прошедший через гальванометр дает толчок рамке и придает ей угловую скорость {\displaystyle w}, пропорциональную этому заряду. 
Далее возникают колебания, в которых кинетическая энергия {\displaystyle {\frac {Jw^{2}}{2}}} переходит в энергию упругой деформации {\displaystyle {\frac {k\alpha ^{2}}{2}}}, где {\displaystyle k} - коэффициент кручения упругой нити, на которой укреплена рамка.
Отсюда видно, что угол отклонения пропорционален начальной угловой скорости, а значит и полному заряду, прошедшему через рамку:
{\displaystyle \alpha =w{\sqrt {\frac {J}{k}}}={\frac {qSB}{\sqrt {Jk}}}.}
Выражая заряд,
{\displaystyle q={\frac {\alpha {\sqrt {Jk}}}{SB}}}
Таким образом баллистическим гальванометром можно измерить заряд, прошедший через рамку гальванометра.

## Использование в качестве веберметра
Баллистический гальванометр может использоваться в качестве веберметра (т.е. измерять магнитный поток через замкнутый проводник, например катушку), для этого к контактам баллистического гальванометра подключают индуктивную катушку, которую помещают в магнитное поле. Если после этого резко убрать катушку из магнитного поля или повернуть так чтобы ось катушки была перпендикулярна силовым линиям поля, то можно измерить заряд прошедший через катушку, вследствие электромагнитной индукции. т.к. изменение магнитного потока пропорционально прошедшему заряду, проградуировав соответствующим образом гальванометр, можно определять изменение потока в веберах {\displaystyle {\frac {d\Phi }{dt}}=IR\rightarrow d\Phi =dqR}, где {\displaystyle \Phi } - магнитный поток, {\displaystyle I={\frac {dq}{dt}}} — сила тока.

## Использование в качестве тесламера
Так как магнитный поток линейно связан с величиной магнитной индукции, после градуировки веберметра с учётом индуктивности катушки, можно измерить индукцию магнитного поля образца (например, постоянного магнита).